# Вулф, Леонард
Леонард Сидни Вулф (англ. Leonard Sidney Woolf; 25 ноября 1880, Лондон — 14 августа 1969, Родмелл) — английский политический теоретик, писатель, издатель и государственный служащий, муж писательницы Вирджинии Вулф.

## Начало жизни
Леонард Вулф родился в Лондоне и был третьим из десяти детей Соломона Риза Сидни, еврейского барристера и королевского адвоката, и Марии (в девичестве де Йонг) Вулфов. После смерти отца в 1892 году Вулф был отправлен в школу Arlington House School возле Брайтона, Суссекс.
C 1892 по 1899 годы он посещал школу Святого Павла в Лондоне, а в 1899 году выиграл стипендию в Тринити-колледже Кембриджского университета, где стал членом закрытого интеллектуального общества «Кембриджские апостолы». В это общество также входили Литтон Стрейчи, Джон Мейнард Кейнс, Джордж Эдвард Мур, Эдвард Морган Форстер, Бертран Рассел. Тоби Стивен, брат Вирджинии Стивен, был дружен с «апостолами», хотя сам и не входил в их число. В 1902 году Вулф получил степень бакалавра искусств, но остался в университете на пятый год, чтобы сдать экзамен на право работать на государственной службе.
В октябре 1904 года Вулф переехал на Шри-Ланку для работы в Государственной службе Цейлона в Джафне, а затем в Канди. Он вернулся в Англию в мае 1911 года, намереваясь остаться там в течение годичного отпуска, но в начале 1912 года ушёл в отставку и в том же году женился на Аделине Вирджинии Стивен (Вирджинии Вулф).
Как пара, Леонард и Вирджиния Вулф приобрели влияние в группе Блумсбери, в которую входили и другие «апостолы». В декабре 1917 года Вулф стал одним из сооснователей Клуба 1917, который встречался на Джеррард-стрит, Сохо.

## Литературная деятельность
После женитьбы Вулф занялся литературным творчеством и в 1913 году опубликовал свой первый роман «Деревня в джунглях» («The Village in the Jungle»), основанный на годах, проведённых на Шри-Ланке. В 1916 году, во время Первой мировой войны, Вулф был признан непригодным для военной службы по медицинским показаниям и занялся политикой и социологией. Он вступил в Лейбористскую партию и Фабианское общество, регулярно писал для журнала «New Statesman». В 1916 году он написал книгу «Международное правительство» («International Government»), в которой предлагал создать международную организацию, чтобы восстановить мир.
Так как его жена страдала от душевной болезни, Вулф посвятил значительную часть своего времени заботе о ней (сам он также страдал от депрессии). В 1917 году Вулфы купили небольшой ручной типографский станок; благодаря ему они основали издательство «Hogarth Press». Их первым проектом стал памфлет, напечатанный и переплетённый вручную. В течение десяти лет «Hogarth Press» стало полноценным издательским домом. Вулф руководил издательством до самой смерти. Психические проблемы Вирджинии продолжались и в 1941 году привели к её самоубийству. После смерти жены Леонард влюбился в замужнюю художницу Трекки Парсонс.
В 1919 году Вулф стал редактором «International Review», также он редактировал международный раздел в «Contemporary Review» (1920—1922). Он был литературным редактором «Nation Athenaeum» (1923—1930), соредактором «The Political Quarterly» (1931—1959) и некоторое время служил секретарём консультативного комитета Лейбористской партии по международным и колониальным вопросам.
В 1960 году Вулф снова посетил Шри-Ланку и был удивлён теплотой приема и тем, что его до сих пор помнят. Вулф принял степень почётного доктора в новом на тот момент Университете Суссекса в 1964 году, а в 1965 стал членом Королевского литературного общества. В 1966 году, однако, он отказался от Ордена Кавалеров Почёта.

## Семья
Одна из девяти сиблингов Леонарда Вулфа, Белла, также стала писательницей.

## Смерть
Вулф умер 14 августа 1969 года; после кремации его прах был захоронен под вязом в саду их с Вирджинией дома в Суссексе. Его бумаги были переданы Университету Суссекса.

## Работы
- The Village in the Jungle — 1913
- The Wise Virgins — 1914
- International Government — 1916
- The Future of Constantinople — 1917
- Cooperation and the Future of Industry — 1918
- Economic Imperialism — 1920
- Empire and Commerce in Africa — 1920
- Socialism and Co-operation — 1921
- Fear and Politics — 1925
- Essays on Literature, History, Politics — 1927
- Hunting the Highbrow — 1927
- Imperialism and Civilization — 1928
- After the Deluge (Principia Politica), 3 vols. — 1931, 1939, 1953
- Quack! Quack! — 1935
- Barbarians At The Gate — 1939
- The War for Peace — 1940
- A Calendar of Consolation — избранное, 1967

## Автобиографические работы
- Woolf, Leonard. Sowing: an autobiography of the years, 1880–1904 (англ.). — London: Hogarth Press[англ.], 1960. Published in America as Woolf, Leonard. Sowing: an autobiography of the years, 1880–1904 (англ.). — 1st American. — New York: Harcourt, Brace & World, 1960. — ISBN 978-0-15-683945-7. Also OCLC 1339821.
- Woolf, Leonard. Growing: an autobiography of the years 1904–1911 (англ.). — 1st American. — New York: Harcourt, Brace & World, 1961. Also OCLC 21246847 (1977), OCLC 67527334 (1967).
- Woolf, Leonard. Diaries in Ceylon, 1908–1911, and Stories from the East: records of a colonial administrator (англ.). — London: Hogarth Press[англ.], 1963. Also OCLC 4194108
- Woolf, Leonard. Beginning again: an autobiography of the years 1911–1918 (англ.). — London: Hogarth Press[англ.], 1964. — ISBN 978-0-7012-0250-7. Published in America as Woolf, Leonard. Beginning again: an autobiography of the years 1911–1918 (англ.). — 1st American. — New York: Harcourt, Brace & World, 1964.
- Woolf, Leonard. Downhill all the way: an autobiography of the years 1919–1939 (англ.). — 1st American. — New York: Harcourt, Brace & World, 1967.
- Woolf, Leonard. The journey not the arrival matters: an autobiography of the years 1939–1969 (англ.). — London: Hogarth Press[англ.], 1969. — ISBN 978-0-7012-0326-9. Published in America as Woolf, Leonard. The journey not the arrival matters: an autobiography of the years 1939–1969 (англ.). — 1st American. — New York: Harcourt, Brace & World, 1969.